# Prashant Ramjatan
Prashant Ramjatan is een Surinaams zanger. Hij treedt solo en in duo's op, en daarnaast als frontzanger van The Juniors.

## Biografie
Ramjatan werd rond 1989 actief in de muziek. Rond de eeuwwisseling werkte hij met de zanger Radjesh Jagroep, waarna het veertien jaar duurde voordat het tweetal opnieuw muzikaal samenwerkte. Hiervoor reisden ze naar Nederland waar ze onder de naam The Soul Kings from Suriname in drie weken tijd meerdere optredens gaven.
Gedurende de jaren 2010 is hij jarenlang de leadzanger van de The Juniors. In 2017 ging hij met deze groep op tournee naar Europa, met optredens in onder meer Den Haag, Rotterdam en Lloret de Mar (Spanje). Eind 2024 verliet hij The Juniors. Tot februari 2025 maakte hij drie maanden deel uit van de Goodvibezz Musicband Suriname.
Hij is samenwerkingen aangegaan met andere artiesten, zoals met de zangeressen Princess Anisa (Dosti in 2019) en Wadika Ramsukul, en treedt solo op. Zijn bekendste nummer is Halka halka. Ook is hij te zien tijdens benefietoptredens zoals de Night of Romance Dinner & Dance tijdens de Valentijnsdagen van 2018 en 2020. Buiten de muziek is Ramjatan facilitair manager bij 's Lands Hospitaal.
Tijdens de coronacrisis zijn de optredens stilgevallen en oefent hij thuis met behulp van karaoke en een harmonium.